# Grand Prix automobile de Tripoli 1934
Le Grand Prix automobile de Tripoli 1934 est un Grand Prix qui s'est tenu sur le circuit de la Mellaha le 6 mai 1934.

## Grille de départ
| 1re ligne | Pos. 4               | Pos. 3               | Pos. 2                | Pos. 1                |
| --------- | -------------------- | -------------------- | --------------------- | --------------------- |
|           | Hamilton Maserati    | Taruffi Maserati     | Trossi Alfa Romeo     | Wimille Bugatti       |
| 2e ligne  | Pos. 8               | Pos. 7               | Pos. 6                | Pos. 5                |
|           | Carraroli Alfa Romeo | Varzi Alfa Romeo     | Gazzabini Maserati    | Pellegrini Alfa Romeo |
| 3e ligne  | Pos. 12              | Pos. 11              | Pos. 10               | Pos. 9                |
|           | DePaolo Miller       | Moll Alfa Romeo      | Moore Miller          | Tadini Alfa Romeo     |
| 4e ligne  | Pos. 16              | Pos. 15              | Pos. 14               | Pos. 13               |
|           | Dreyfus Bugatti      | Eyston Alfa Romeo    | Premoli PBM           | Chiron Alfa Romeo     |
| 5e ligne  | Pos. 20              | Pos. 19              | Pos. 18               | Pos. 17               |
|           | Sommer Alfa Romeo    | Battaglia Alfa Romeo | Bonetto Alfa Romeo    | Biondetti Maserati    |
| 6e ligne  | Pos. 24              | Pos. 23              | Pos. 22               | Pos. 21               |
|           | Siena Maserati       | Straight Maserati    | Étancelin Maserati    | Zehender Maserati     |
| 7e ligne  |                      |                      | Pos. 26               | Pos. 25               |
|           |                      |                      | Balestrero Alfa Romeo | Widengren Alfa Romeo  |

## Classement de la course
| Pos  | no | Pilote                   | Écurie                      | Châssis          | Tours | Temps/Abandon        | Grille |
| ---- | -- | ------------------------ | --------------------------- | ---------------- | ----- | -------------------- | ------ |
| 1    | 18 | Achille Varzi            | Scuderia Ferrari            | Alfa Romeo P3    | 40    | 2 h 48 min 53 s 8    | 7      |
| 2    | 28 | Guy Moll                 | Scuderia Ferrari            | Alfa Romeo P3    | 40    | + 0 s 2              | 12     |
| 3    | 32 | Louis Chiron             | Scuderia Ferrari            | Alfa Romeo P3    | 40    | + 24 s 2             | 14     |
| 4    | 52 | Philippe Étancelin       | Privé                       | Maserati 8CM     | 40    | + 6 min 45 s 2       | 23     |
| 5    | 42 | Clemente Biondetti       | Gruppo Genovese San Giorgio | Maserati 8CM     | 40    | + 11 min 20 s 4      | 18     |
| 6    | 38 | René Dreyfus             | Automobiles Ettore Bugatti  | Bugatti T59      | 40    | + 13 min 18 s 4      | 17     |
| 7    | 24 | Lou Moore                | Privé                       | Miller           | 40    | + 17 min 31 s        | 10     |
| 8    | 30 | Peter DePaolo            | Privé                       | Miller           | 40    | + 18 min 27 s 8      | 13     |
| 9    | 36 | George Eyston            | Privé                       | Alfa Romeo Monza | 40    | + 25 min 28 s 8      | 16     |
| 10   | 60 | Renato Balestrero        | Scuderia Balestrero         | Alfa Romeo Monza | 39    | + 1 tour             | 27     |
| 11   | 20 | Guglielmo Carraroli (de) | Scuderia Ferrari            | Alfa Romeo P3    | 38    | + 2 tours            | 8      |
| Abd. | 22 | Mario Tadini             | Scuderia Ferrari            | Alfa Romeo P3    | 37    |                      | 9      |
| Abd. | 14 | Hugh Hamilton            | Whitney Straight Ltd.       | Maserati 8CM     | 30    | Magneto/Carburateur? | 4      |
| Abd. | 2  | Jean-Pierre Wimille      | Automobiles Ettore Bugatti  | Bugatti T59      | 25    | Tuyaux d'huile       | 1      |
| Abd. | 56 | Per Widengren            | Privé                       | Alfa Romeo Monza | 22    |                      | 26     |
| Abd. | 12 | Carlo Pellegrini         | Privé                       | Alfa Romeo Monza | 14    |                      | 5      |
| Abd. | 34 | Guido Premoli            | Privé                       | PBM              | 14    |                      | 15     |
| Abd. | 54 | Whitney Straight         | Whitney Straight Ltd.       | Maserati 8CM     | 11    | Piston               | 24     |
| Abd. | 56 | Eugenio Siena            | Scuderia Siena              | Maserati 8CM     | 10    |                      | 25     |
| Abd. | 46 | Giovanni Battaglia       | Privé                       | Alfa Romeo Monza | 8     |                      | 20     |
| Abd. | 6  | Piero Taruffi            | Officine Alfieri Maserati   | Maserati 8CM     | 7     | Accident             | 3      |
| Abd. | 4  | Carlo Felice Trossi      | Scuderia Ferrari            | Alfa Romeo P3    | 6     |                      | 2      |
| Abd. | 14 | Carlo Gazzabini          | Privé                       | Maserati 8CM     | 5     |                      | 6      |
| Abd. | 48 | Raymond Sommer           | Privé                       | Alfa Romeo Monza | 3     |                      | 21     |
| Abd. | 44 | Felice Bonetto           | Privé                       | Alfa Romeo Monza | 2     |                      | 19     |
| Abd. | 50 | Goffredo Zehender        | Privé                       | Maserati 8CM     | 1     |                      | 22     |
| Np.  | 8  | Tazio Nuvolari           | Privé                       | Maserati 8CM     |       | Blessé               |        |
| Np.  | 16 | Antonio Brivio           | Automobiles Ettore Bugatti  | Bugatti T59      |       |                      |        |
| Np.  | 26 | Earl Howe                | Privé                       | Maserati 8CM     |       |                      |        |
| Np.  | 40 | Tim Rose-Richards        | Privé                       | Maserati 8CM     |       |                      |        |

- Légende: Abd.=Abandon - Np.=Non partant.

## Pole position & Record du tour
- Pole position : Jean-Pierre Wimille par ballotage.
- Record du tour : Louis Chiron en 3 min 55 s 4 (201,0 km/h).